# Nuevo Estadio de Malabo
Das Nuevo Estadio de Malabo (deutsch Neues Stadion von Malabo) ist ein Fußballstadion mit Leichtathletikanlage in Malabo, der Hauptstadt des afrikanischen Landes Äquatorialguinea, auf der Insel Bioko. Es war eines von vier Stadien der Fußball-Afrikameisterschaft 2012, die Äquatorialguinea zusammen mit Nachbar Gabun ausrichtete. Es war das kleinste Stadion im Turnier.

## Geschichte
Die Sportstätte im Stadtteil Atepa wurde 2007 eröffnet und bietet 15.250 Zuschauern Sitzplätze. Es wurde vom französischen Bauunternehmen Bouygues Construction erbaut. Ein Jahr später fand die Fußball-Afrikameisterschaft der Frauen 2008 in Äquatorialguinea statt. Unter den zehn in Malabo ausgetragenen Turnierspielen waren die beiden Halbfinale, das Spiel um Platz 3 und das Endspiel. 2012 ist Äquatorialguinea abermals Austragungsort der Fußball-Afrikameisterschaft der Frauen und das Stadion in Malabo ein Spielort des Turniers.
Das Stadion hat eine nahezu rechteckige Form mit vier einzelnen Tribünen. Die doppelstöckige Haupt- wie die Gegentribüne werden von einer Dachkonstruktion aus Stahlgerüst auf Masten gedeckt und ist mit einer Membran bespannt. Die vier Flutlichtmasten in den Stadionecken werden von, in das Dach integrierten, Scheinwerfern unterstützt. Auf dem Oberrang der Haupttribüne liegen die V.I.P.-Logen und die Pressetribüne. Die Tribünen hinter den Toren sind einfache Sitzplatzränge unter freiem Himmel.

## Spiele der Fußball-Afrikameisterschaft der Frauen 2008 in Malabo

### Gruppenspiele
- 15. November 2008, Gruppe A:  Äquatorialguinea –  Kamerun 1:0 (1:0)
- 15. November 2008, Gruppe A:  Mali –  Demokratische Republik Kongo 0:1 (0:0)
- 18. November 2008, Gruppe A:  Kamerun –  Mali 2:1 (1:0)
- 18. November 2008, Gruppe A:  Äquatorialguinea –  Demokratische Republik Kongo 5:2 (2:2)
- 21. November 2008, Gruppe A:  Äquatorialguinea –  Mali 2:1 (1:1)
- 22. November 2008, Gruppe B:  Ghana –  Tunesien 3:2 (1:1)

### Halbfinale
- 25. November 2008:  Äquatorialguinea –  Nigeria 1:0 (0:0)
- 25. November 2008:  Südafrika –  Kamerun 3:0 (1:0)

### Spiel um Platz 3
- 28. November 2008:  Nigeria –  Kamerun 1:1 (1:0), 5:4 i. E.

### Finale
- 29. November 2008:  Äquatorialguinea –  Südafrika 2:1 (1:1)

## Spiele der Fußball-Afrikameisterschaft 2012 in Malabo

### Gruppenspiele
- 22. Januar 2012, Gruppe B:  Elfenbeinküste –  Sudan 1:0 (1:0)
- 22. Januar 2012, Gruppe B:  Burkina Faso –  Angola 1:2 (0:0)
- 26. Januar 2012, Gruppe B:  Sudan –  Angola 2:2 (1:1)
- 26. Januar 2012, Gruppe B:  Elfenbeinküste –  Burkina Faso 2:0 (1:0)
- 29. Januar 2012, Gruppe A:  Äquatorialguinea –  Sambia 0:1 (0:0)
- 30. Januar 2012, Gruppe B:  Elfenbeinküste –  Angola 2:0 (1:0)

### Viertelfinale
- 4. Februar 2012:  Elfenbeinküste –  Äquatorialguinea 3:0 (1:0)

### Spiel um Platz 3
- 11. Februar 2012:  Ghana –  Mali 0:2 (0:1)

## Spiele der Fußball-Afrikameisterschaft der Frauen 2012 in Malabo

### Gruppenspiele
- 28. Oktober 2012, Gruppe A:  Äquatorialguinea –  Südafrika 1:0 (1:0)
- 28. Oktober 2012, Gruppe A:  Senegal –  Demokratische Republik Kongo 0:1 (0:0)
- 31. Oktober 2012, Gruppe A:  Südafrika –  Senegal 1:0 (1:0)
- 31. Oktober 2012, Gruppe A:  Demokratische Republik Kongo –  Äquatorialguinea 0:6 (0:2)
- 3. November 2012, Gruppe A:  Äquatorialguinea –  Senegal 5:0 (3:0)
- 4. November 2012, Gruppe B:  Nigeria –  Elfenbeinküste 3:1 (2:0)

### Halbfinale
- 7. November 2012:  Äquatorialguinea –  Kamerun 2:0 (2:0)

### Spiel um Platz 3
- 11. November 2012:  Kamerun –  Nigeria 1:0 (1:0)

### Finale
- 11. November 2012:  Äquatorialguinea –  Südafrika 4:0 (1:0)